# Пространство (математика)
Простра́нством в математике  называется множество, элементы которого (часто называемые  точками) связаны отношениями, сходными с обычными связями в евклидовом пространстве (например, может быть определено расстояние между точками, равенство фигур и т. п.). Пространственные структуры служат средой, в которой строятся другие формы и конструкции; например, в евклидовой геометрии изучаются свойства плоских или пространственных фигур.
Развитие понятия пространства началось в XIX веке, когда Понселе создал геометрию проективного пространства, а Лобачевский — неевклидову геометрию. В середине XIX века появилось понятие многомерного риманова пространства (1854); Риман также первым стал исследовать бесконечномерное пространство функций.
В современной математике рассматриваются разнообразные обобщённые пространства — например, комплексное проективное пространство в геометрии, линейные пространства в линейной алгебре, пространство событий в теории вероятностей, фазовое пространство физической системы. Точками (элементами) этих пространств могут быть геометрические фигуры, функции, состояния физической системы и т. п.

## Примеры
- Аффинное пространство
- Банахово пространство
- Векторное пространство
- Вероятностное пространство
- Гильбертово пространство
  - Пространство {\displaystyle L_{p}}
- Евклидово пространство
- Метрическое пространство
- Нормированное пространство
- Пространство Минковского
- Пространство Тейхмюллера
- Пространство с мерой
- Риманово пространство
- Топологическое пространство